# 戈多霍斯
戈多霍斯，是西班牙阿拉贡自治区萨拉戈萨省的一个市镇。 总面积17平方公里，总人口75人（2001年），人口密度4人/平方公里。